# Tacca celebica
Tacca celebica är en enhjärtbladig växtart som beskrevs av Sijfert Hendrik Koorders. Tacca celebica ingår i Taccasläktet, och familjen Dioscoreaceae. Inga underarter finns listade i Catalogue of Life.